# Comté de Hawkins
Pour les articles homonymes, voir Hawkins.
Le comté de Hawkins est un comté de l'État du Tennessee, aux États-Unis, fondé en 1784. Son siège est situé à Rogersville et sa population était de 53 563 habitants en 2000 et de 56 196 habitants en 2005.

## Historique
Le comté fut fondé en 1784 sous le nom de Spencer comme l'un des huit comtés constituant l'État de Franklin. Dès 1786, il était rattaché à la Caroline du Nord avant de devenir membre du Tennessee lors de la fondation de l'état en 1796.